# Edithburgh
Edithburgh är en ort i Australien. Den ligger i kommunen Yorke Peninsula och delstaten South Australia, omkring 80 kilometer väster om delstatshuvudstaden Adelaide. Antalet invånare är 514.
Trakten är glest befolkad. Närmaste större samhälle är Yorketown, omkring 15 kilometer nordväst om Edithburgh.
Trakten runt Edithburgh består till största delen av jordbruksmark. Genomsnittlig årsnederbörd är 719 millimeter. Den regnigaste månaden är juni, med i genomsnitt 144 mm nederbörd, och den torraste är januari, med 16 mm nederbörd.